# Десятиборье
Десятибо́рье — дисциплина, включающая соревнования в 10 видах лёгкой атлетики. Соревнования проводятся последовательно в течение 2 дней (по 5 видов в день). Результат каждого участника определяется комбинацией его результатов в отдельных видах. Имеется своя система начисления очков в каждом виде (при этом учитывается именно результат, а не занятое место). Затем эти очки суммируются, чтобы получить окончательный результат. Соревнования по десятиборью проводятся среди мужчин, женщины соревнуются в семиборье.
Десятиборье проводится на летних стадионах и является олимпийской дисциплиной атлетики с 1912 года.

## Правила
В первый день проводятся соревнования по бегу на 100 м, прыжкам в длину, толканию ядра, прыжкам в высоту и бегу на 400 м. В этот день атлеты проявляют свои скоростные качества и «взрывную», быструю силу. Во второй день спортсмены состязаются в беге на 110 м с барьерами (на 100 м для женщин), метании диска, прыжках с шестом, метании копья и беге на 1500 м. В этих видах требуется координация движений и выносливость.
Интервал между видами должен составлять не менее 30 минут. В прыжке в длину, метании диска, метании копья, толкании ядра участники имеют по 3 попытки. В остальном правила беговых и технических видов принципиально не отличаются от базовых правил лёгкой атлетики.
При установлении рекордов на 100 м и прыжке в длину попутная составляющая ветра может составлять до 4 м/c.

## Рекорды

### Мировой рекорд
Текущий мировой рекорд в мужском десятиборье составляет 9126 очков и принадлежит французскому легкоатлету Кевину Майеру.

## 10 лучших атлетов в истории
По состоянию на август 2023 года.

### Мужчины

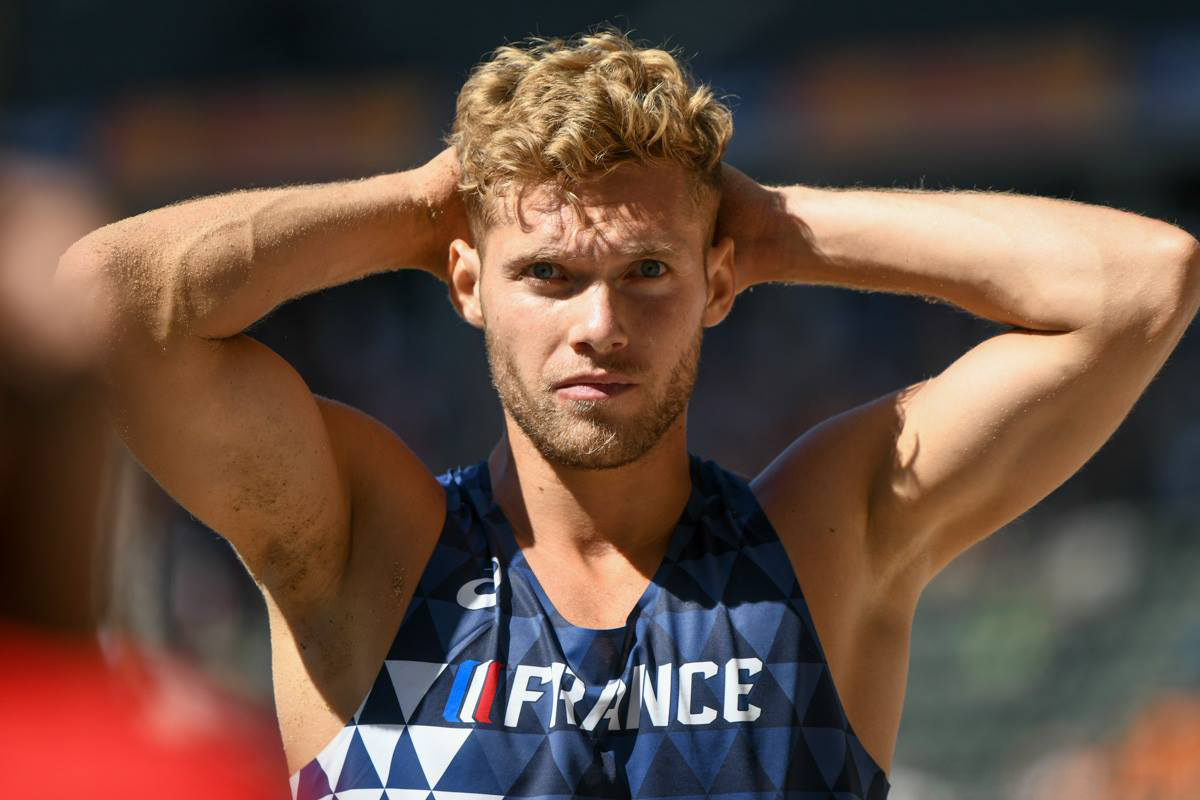
Рекордсмен мира в десятиборье с 2018 года француз Кевин Майер

| Место | Очки | Атлет                     | Место проведения    | Дата       |
| ----- | ---- | ------------------------- | ------------------- | ---------- |
| 1     | 9126 | Кевин Майер (Франция)     | Таланс              | 2018-09-16 |
| 2     | 9045 | Эштон Итон (США)          | Пекин               | 2015-08-29 |
| 3     | 9026 | Роман Шебрле (Чехия)      | Гётцис              | 2001-05-27 |
| 4     | 9018 | Дамиан Уорнер (Канада)    | Токио               | 2021-08-05 |
| 5     | 8994 | Томаш Дворжак (Чехия)     | Прага               | 1999-07-04 |
| 6     | 8891 | Дэн О’Брайен (США)        | Таланс              | 1992-09-05 |
| 7     | 8867 | Гарретт Скантлинг (США)   | Фейетвилл, Арканзас | 2022-05-07 |
| 8     | 8836 | Лео Нойгебауэр (Германия) | Остин, Техас        | 2022-05-07 |
| 9     | 8832 | Брайан Клэй (США)         | Юджин               | 2008-06-30 |
| 10    | 8815 | Эрки Ноол (Эстония)       | Эдмонтон            | 2001-08-07 |

### Женщины
| Место | Очки  | Атлет                         | Место проведения       | Дата       |
| ----- | ----- | ----------------------------- | ---------------------- | ---------- |
| 1     | 8358  | Аустра Скуйите (Литва)        | Колумбия, Миссури      | 2005-04-15 |
| 2     | 8150  | Мари Коллонвилле (Франция)    | Таланс                 | 2004-09-26 |
| 3     | 7921  | Джордан Грей (США)            | Сан-Матео (Калифорния) | 2019-06-23 |
| 4     | 7798  | Ирина Карпова (Казахстан)     | Таланс                 | 2004-09-26 |
| 5     | 7,358 | Жюли Мартин (Франция)         | Таланс                 | 2004-09-26 |
| 6     | 7,064 | Breanna Eveland (США)         | Колумбия, Миссури      | 2006-04-14 |
| 7     | 6,749 | Барбора Шпотакова (Чехия)     | Таланс                 | 2004-09-26 |
| 8     | 6,709 | Marie-Cécile Crancé (Франция) | Таланс                 | 2004-09-26 |
| 9     | 6,641 | Lindsay Grigoriev (США)       | Колумбия, Миссури      | 2005-04-15 |
| 10    | 6,614 | Мария Пейнадо (Испания)       | Castellón              | 2005-10-23 |

## Призёры Олимпийских игр в десятиборье
| Игры                              | Золото                                        | Серебро                                       | Бронза                                        |
| 1904 Сент-Луис см. подробнее      | Том Кили (GBR)                                | Адам Ганн (USA)                               | Тракстан Хейр (USA)                           |
| 1908 Лондон                       | Дисциплина не входила в олимпийскую программу | Дисциплина не входила в олимпийскую программу | Дисциплина не входила в олимпийскую программу |
| 1912 Стокгольм см. подробнее      | Хуго Висландер (SWE)                          | Чарльз Ломберг (SWE)                          | Йёста Хольмер (SWE)                           |
| 1912 Стокгольм см. подробнее      | Джим Торп (USA)                               | Чарльз Ломберг (SWE)                          | Йёста Хольмер (SWE)                           |
| 1920 Антверпен см. подробнее      | Хельге Лёвланд (NOR)                          | Брутус Хамильтон (USA)                        | Бертиль Ольсон (SWE)                          |
| 1924 Париж см. подробнее          | Харольд Осборн (USA)                          | Эмерсон Нортон (USA)                          | Александр Клумберг (EST)                      |
| 1928 Амстердам см. подробнее      | Пааво Юрьёля (FIN)                            | Акиллес Ярвинен (FIN)                         | Кен Доэрти (USA)                              |
| 1932 Лос-Анджелес см. подробнее   | Джеймс Бауш (USA)                             | Акиллес Ярвинен (FIN)                         | Вольрад Эберле (GER)                          |
| 1936 Берлин см. подробнее         | Гленн Моррис (USA)                            | Боб Кларк (USA)                               | Джек Паркер (USA)                             |
| 1948 Лондон см. подробнее         | Роберт Мэтиас (USA)                           | Иньяс Энриш (FRA)                             | Флойд Симмонс (USA)                           |
| 1952 Хельсинки см. подробнее      | Роберт Мэтиас (USA)                           | Милт Кэмпбелл (USA)                           | Флойд Симмонс (USA)                           |
| 1956 Мельбурн см. подробнее       | Милт Кэмпбелл (USA)                           | Рафер Джонсон (USA)                           | Василий Кузнецов (URS)                        |
| 1960 Рим см. подробнее            | Рафер Джонсон (USA)                           | Ян Чуаньгуан (ROC)                            | Василий Кузнецов (URS)                        |
| 1964 Токио см. подробнее          | Вилли Хольдорф (EUA)                          | Рейн Аун (URS)                                | Ханс-Йоахим Вальде (EUA)                      |
| 1968 Мехико см. подробнее         | Билл Туми (USA)                               | Ханс-Йоахим Вальде (FRG)                      | Курт Бендлин (FRG)                            |
| 1972 Мюнхен см. подробнее         | Николай Авилов (URS)                          | Леонид Литвиненко (URS)                       | Рышард Катус (POL)                            |
| 1976 Монреаль см. подробнее       | Брюс Дженнер (USA)                            | Гуидо Крачмер (FRG)                           | Николай Авилов (URS)                          |
| 1980 Москва см. подробнее         | Дейли Томпсон (GBR)                           | Юрий Куценко (URS)                            | Сергей Желанов (URS)                          |
| 1984 Лос-Анджелес см. подробнее   | Дейли Томпсон (GBR)                           | Юрген Хингсен (FRG)                           | Зигфрид Венц (FRG)                            |
| 1988 Сеул см. подробнее           | Кристиан Шенк (GDR)                           | Торстен Фосс (GDR)                            | Дэйв Стин (CAN)                               |
| 1992 Барселона см. подробнее      | Роберт Змелик (TCH)                           | Антонио Пеньяльвер (ESP)                      | Дэйв Джонсон (USA)                            |
| 1996 Атланта см. подробнее        | Дэн О’Брайен (USA)                            | Франк Буземан (GER)                           | Томаш Дворжак (CZE)                           |
| 2000 Сидней см. подробнее         | Эрки Ноол (EST)                               | Роман Шебрле (CZE)                            | Крис Хаффинс (USA)                            |
| 2004 Афины см. подробнее          | Роман Шебрле (CZE)                            | Брайан Клэй (USA)                             | Дмитрий Карпов (KAZ)                          |
| 2008 Пекин см. подробнее          | Брайан Клэй (USA)                             | Андрей Кравченко (BLR)                        | Леонель Суарес (CUB)                          |
| 2012 Лондон см. подробнее         | Эштон Итон (USA)                              | Трей Харди (USA)                              | Леонель Суарес (CUB)                          |
| 2016 Рио-де-Жанейро см. подробнее | Эштон Итон (USA)                              | Кевин Майер (FRA)                             | Дамиан Уорнер (CAN)                           |
| 2020 Токио см. подробнее          | Дамиан Уорнер (CAN)                           | Кевин Майер (FRA)                             | Эшли Молони (AUS)                             |

## История
Современное легкоатлетическое многоборье берёт начало ещё с античных олимпиад, где древние спортсмены соревновались в комбинации нескольких дисциплин. Правила современного десятиборья были разработаны в 1911 году и в 1912 году вид как отдельная дисциплина был включён в программу Олимпийских игр.
Таблицы очков пересматривались в 1935, 1952 и 1962 годах. Современная система подсчёта была принята в 1984 году на конгрессе IAAF в Лос-Анджелесе.

## Интересные факты
- В 1912 году на Олимпиаде в Стокгольме золотые медали в десятиборье и пятиборье завоевал Джим Торп (США). Однако позже МОК лишил Торпа золотых медалей. Поводом стало формальное нарушение статуса любительского атлета, так как Торп играл за профессиональную команду в бейсбол и получал за это деньги[8]. Однако в 1982 году МОК официально вернул ему статус олимпийского чемпиона, поскольку решение о дисквалификации состоялось позднее официального срока в 30 дней[источник не указан 5492 дня].
- Существует вариант легкоатлетического экстремального десятиборья за 60 минут, когда все 10 видов должны быть пройдены атлетом за один час[9].

## Другие виды многоборья
- Триатлон — олимпийский вид спорта, включающий плавание, велогонку и кросс
- Современное пятиборье — олимпийский вид многоборья, в состав которого входят стрельба из пистолета, плавание, фехтование, конный спорт и кросс
- Семиборье — олимпийский вид женского летнего и мужского зимнего легкоатлетического многоборья

## Подсчёт очков
Подсчёт очков в каждой дисциплине проводится по формуле:
{\displaystyle y=a\cdot |x-b|^{c},}
где
{\displaystyle x} — результат, выраженный в соответствующих единицах измерения;
{\displaystyle a,b,c} — коэффициенты, указанные в приведённой ниже таблице.
Прямые вертикальные скобки означают абсолютную величину заключённого в них числа при обязательном выполнении условия неотрицательности подмодульного выражения в случае мер длины и неположительности в случае мер времени. При вычислении общей суммы берутся целые части от чисел :{\displaystyle y} за отдельные виды.
| Дисциплина                    | Единицы измерения | Коэффициенты формулы | Коэффициенты формулы | Коэффициенты формулы |
| Дисциплина                    | Единицы измерения | a                    | b                    | c                    |
| ----------------------------- | ----------------- | -------------------- | -------------------- | -------------------- |
| Бег на 100 метров             | c                 | 25,4348              | 18                   | 1,81                 |
| Прыжки в длину                | м                 | 90,5674              | 2,2                  | 1,4                  |
| Толкание ядра                 | м                 | 51,39                | 1,5                  | 1,05                 |
| Прыжки в высоту               | м                 | 585,64               | 0,75                 | 1,42                 |
| Бег на 400 метров             | с                 | 1,53775              | 82                   | 1,81                 |
| Бег на 110 метров с барьерами | с                 | 5,74354              | 28,5                 | 1,92                 |
| Метание диска                 | м                 | 12,91                | 4                    | 1,1                  |
| Прыжки с шестом               | м                 | 140,182              | 1                    | 1,35                 |
| Метание копья                 | м                 | 10,14                | 7                    | 1,08                 |
| Бег на 1500 метров            | с                 | 0,03768              | 480                  | 1,85                 |